# Upside Down (Diana Ross)
"Upside Down" is een nummer van de Amerikaanse zangeres Diana Ross uit 1980.
Het nummer is geschreven en geproduceerd door Chic-leden Bernard Edwards en Nile Rodgers en afkomstig van Ross' elfde studioalbum, Diana.
"Upside Down" werd wereldwijd een grote hit. Het haalde de toppositie in de Amerikaanse Billboard Hot 100, alsmede in Australië, Denemarken, Italië, Nieuw-Zeeland, Noorwegen, Zuid-Afrika, Zweden en Zwitserland. In de Nederlandse Top 40 en de UK Singles Chart kwam het tot een tweede plek, in de Ultratop 50 tot plek drie.

## NPO Radio 2 Top 2000
| Nummer met noteringen in de NPO Radio 2 Top 2000 | '99  | '00  | '01-'02 | '03  |
| ------------------------------------------------ | ---- | ---- | ------- | ---- |
| Upside Down                                      | 1499 | 1870 | -       | 1944 |

1. ↑  Een '-' betekent dat het nummer niet was genoteerd en een vetgedrukt getal geeft de hoogste notering aan.
2. ↑  Deze tabel is bijgewerkt tot en met de laatste editie (2024).